# 阿尔西尼
阿尔西尼（法語：Harcigny，法語發音：[aʁsiɲi]）是法国上法蘭西大區埃纳省的一个市镇，属于韦尔万区。

## 地理
阿尔西尼（49°47'46"N, 3°58'53"E）面积7.57 平方千米，位于法国上法蘭西大區埃纳省，该省份为法国北部内陆省份，北起北部省，西接索姆省和瓦兹省，东临阿登省和马恩省，西南至塞纳-马恩省，东北部与比利时接壤。
与阿尔西尼接壤的市镇（或旧市镇、城区）包括：蒂耶拉什地区布赖、朗杜济拉库尔、楠塞勒拉库尔、普洛米永、特纳耶。

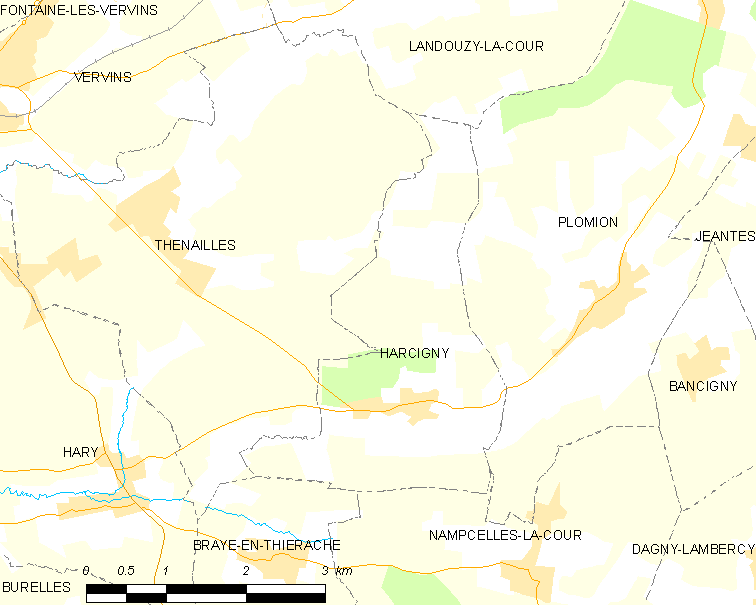
阿尔西尼的OSM定位图

阿尔西尼的时区为UTC+01:00、UTC+02:00（夏令时）。

## 行政
阿尔西尼的邮政编码为02140，INSEE市镇编码为02369。

## 政治
阿尔西尼所属的省级选区为韦尔万县。

## 人口

1962-2008年间阿尔西尼人口变化图示

阿尔西尼于2022年1月1日时的人口数量为243人。